# Anisodonta
Anisodonta is een geslacht van tweekleppigen uit de familie van de Basterotiidae.

## Soorten
- Anisodonta alata (Powell, 1952)
- Anisodonta carolina Dall, 1900
- Anisodonta complanata Deshayes, 1857  †
- Anisodonta pseudoscintilla Ponder, 1971

## Voormalige soorten
- Anisodonta angulata (H. Adams, 1871) -> Basterotia angulata (H. Adams, 1871)
- Anisodonta angulata Dall, Bartsch & Rehder, 1938 -> Basterotia angulata (H. Adams, 1871)
- Anisodonta borbonica Deshayes, 1863 -> Basterotia borbonica (Deshayes, 1863)
- Anisodonta corbuloidea Dall, 1899 -> Basterotia corbuloidea (Dall, 1899)
- Anisodonta lutea Dall, Bartsch & Rehder, 1938 -> Basterotia lutea (Dall, Bartsch & Rehder, 1938)
- Anisodonta maillardi Deshayes, 1863 -> Basterotia maillardi (Deshayes, 1863)
- Anisodonta pellucida Dall, 1916 -> Simomactra falcata (A. Gould, 1850)
- Anisodonta peninsularis E. K. Jordan, 1936 -> Basterotia peninsularis (E. K. Jordan, 1936)
- Anisodonta stimpsoni (A. Adams, 1864) -> Basterotia stimpsoni (A. Adams, 1864)

Ondergeslacht Anisodonta (Tahunanuia) Powell, 1952
- Anisodonta (Tahunanuia) alata (Powell, 1952) -> Anisodonta alata (Powell, 1952)